# العلاقات الطاجيكستانية الغيانية
العلاقات الطاجيكستانية الغيانية هي العلاقات الثنائية التي تجمع بين طاجيكستان وغيانا.

## مقارنة بين البلدين
هذه مقارنة عامة ومرجعية للدولتين:
| وجه المقارنة                                              | طاجيكستان                          | غيانا        |
| --------------------------------------------------------- | ---------------------------------- | ------------ |
| المساحة (كم2)                                             | 143.10 ألف                         | 214.97 ألف   |
| عدد السكان (نسمة)                                         | 8.92 مليون                         | 777.86 ألف   |
| الكثافة السكانية (ن./كم²)                                 | 62.33                              | 3.62         |
| العاصمة                                                   | دوشنبه                             | جورج تاون    |
| اللغة الرسمية                                             | اللغة الطاجيكية                    | لغة إنجليزية |
| العملة                                                    | ساماني طاجيكي، الروبل الطاجيكستاني | دولار غياني  |
| الناتج المحلي الإجمالي (بليون دولار)                      | 7.15 مليار                         | 3.68 مليار   |
| الناتج المحلي الإجمالي (تعادل القوة الشرائية) بليون دولار | 24.03 مليار                        | 5.77 مليار   |
| الناتج المحلي الإجمالي الاسمي للفرد دولار أمريكي          | 925                                | 4.13 ألف     |
| الناتج المحلي الإجمالي للفرد دولار أمريكي                 | 2.69 ألف                           |              |
| مؤشر التنمية البشرية                                      | 0.624                              |              |
| رمز المكالمات الدولي                                      | +992                               | +592         |
| رمز الإنترنت                                              | .tj                                | .gy          |
| المنطقة الزمنية                                           | ت ع م+05:00                        | 00           |

## منظمات دولية مشتركة
يشترك البلدان في عضوية مجموعة من المنظمات الدولية، منها:
| علم المنظمة | اسم المنظمة                        | تاريخ انضمام طاجيكستان | تاريخ انضمام غيانا |
| ----------- | ---------------------------------- | ---------------------- | ------------------ |
|             | مؤسسة التنمية الدولية              | 4 يونيو 1993           | 4 يناير 1967       |
|             | مؤسسة التمويل الدولية              | 2 ديسمبر 1994          | 4 يناير 1967       |
|             | منظمة حظر الأسلحة الكيميائية       | ?                      | ?                  |
|             | الأمم المتحدة                      | 2 مارس 1992            | 20 سبتمبر 1966     |
|             | الاتحاد الدولي للاتصالات           | 28 أبريل 1994          | 8 مارس 1967        |
|             | منظمة الشرطة الجنائية الدولية      | ?                      | ?                  |
|             | البنك الدولي للإنشاء والتعمير      | 4 يونيو 1993           | 26 سبتمبر 1966     |
|             | الاتحاد البريدي العالمي            | ?                      | ?                  |
|             | وكالة ضمان الاستثمار متعدد الأطراف | 9 ديسمبر 2002          | 18 يناير 1989      |
|             | يونسكو                             | 6 أبريل 1993           | 21 مارس 1967       |

## وصلات خارجية
- موقع وزارة الخارجية الغيانية